# Veronica paederotae
Veronica paederotae är en grobladsväxtart som beskrevs av Pierre Edmond Boissier. Veronica paederotae ingår i släktet veronikor, och familjen grobladsväxter. Inga underarter finns listade i Catalogue of Life.